# DOS : Division des opérations spéciales
Pour les articles homonymes, voir Dos (homonymie).
DOS : Division des Opérations Spéciales (E-Ring) est une série télévisée américaine en 22 épisodes de 42 minutes, créée par David McKenna et Ken Robinson et dont seulement quatorze épisodes ont été diffusés entre le 21 septembre 2005 et le 1er septembre 2006 sur le réseau NBC.
En France, la série a été diffusée à partir du 3 septembre 2006 sur France 2 puis sur France 3 ; au Québec à partir du 8 octobre 2007 sur Historia et en Belgique à partir du 21 juin 2008 sur RTL-TVI.

## Synopsis
Cette série met en scène la Division des Opérations Spéciales (Joint 3), unité chargée d'assurer la sécurité des États-Unis, au sein du Pentagone.

## Distribution
- Benjamin Bratt (V. F. : Pierre-François Pistorio) : Major/Lieutenant-Colonel Jim « JT » Tisnewski
- Kerr Smith (V. F. : Hervé Rey) : Capitaine Bobby Wilkerson
- Dennis Hopper (V. F. : Jean-Luc Kayser) : Colonel Eli McNulty
- Aunjanue Ellis (V. F. : Chantal Baroin) : Sergent-Chef Jocelyn Pierce
- Kelly Rutherford (V. F. : Ivana Coppola) : Samantha « Sonny » Liston
- Ashley Williams (V. F. : Murielle Naigeon) : Beth Wilkerson
- Maurice Compte (V. F. : Vincent Ribeiro) : Charlie Gutierrez
- Andrew McCarthy (V. F. : Pierre Tessier) : Aaron Gerrity

## Fiche technique
- Production : Jerry Bruckheimer
- Musique : Trevor Morris (thème principal : Trevor Rabin)

## Épisodes
1. Le Formulaire 136 (Pilot)
2. La Technique Fulton (Snatch and Grab)
3. L'Échappée belle (Escape and Evade)
4. Génocide (Tribes)
5. Permission (Weekend Pass)
6. Les Soldats de plombs (Toy Soldiers)
7. Vendetta [1/2] (Cemetery Wind [1/2])
8. Vendetta [2/2] (Cemetery Wind [2/2])
9. Delta Force (Delta Does Detroit)
10. L'Oublié (The Forgotten)
11. Un conte de noël (Christmas Story)
12. Alerte biologique (Breath of Allah)
13. Crimes de guerre (War Crimes)
14. Le Général (The General)
15. Les Cinq Piliers (Five Pillars)
16. Les Anges déchus (Fallen Angels)
17. Amis et Ennemis (Friends and enemies)
18. Deux Princesses (Two Princes)
19. Frères d'armes (Brothers in Arms)
20. Entre le bien et le mal (Hard Cell)
21. En isolement (Isolation)
22. Pour l'honneur (Acceptable Losses)